# HD 41534
HD 41534，又名CD-32 2743，SAO 196459、HR 2149，是一颗恒星，视星等为5.65，位于銀經238.43，銀緯-23.36，其B1900.0坐标为赤經6h 0m 37.1s，赤緯-32° -23.36′ 11″。